# Julián Apezteguia
Julián Apezteguia, né le 3 mars 1974 à Buenos Aires, est un directeur de la photographie argentin.

## Filmographie partielle
- 2001 : Bolivia d'Adrián Caetano
- 2006 : Buenos Aires 1977 d'Adrián Caetano
- 2008 : La Fenêtre de Carlos Sorín
- 2008 : La sangre brota de Pablo Fendrik
- 2010 : Carancho de Pablo Trapero
- 2011 : El gato desaparece de Carlos Sorín
- 2012 : Los salvajes d'Alejandro Fadel
- 2012 : Jours de pêche en Patagonie de Carlos Sorín
- 2014 : Ardor de Pablo Fendrik
- 2015 : El Clan de Pablo Trapero
- 2017 : El otro hermano d'Adrián Caetano
- 2018 : L'Ange (El Ángel) de Luis Ortega

## Prix
- Prix ADF au Festival international du cinéma indépendant de Buenos Aires pour Los salvajes
- Condor d'argent de la meilleure photographie pour Jours de pêche en Patagonie
- Prix Sud de la meilleure photographie pour El Clan